# Беличи (Минская область)
Беличи (бел. Белічы) — деревня в Слуцком районе Минской области Беларуси. Центр Беличского сельсовета, находится в 14 километрах юго-западнее Слуцка.

## История
Известно как село на реке Белица. В начале XIX века деревня насчитывала 67 дворов, 714 жителей, в XX в. уже 181 двор, 1256 жителей. На 1 января 1998 года 135 дворов, 258 жителя.
В деревне установлены памятники: погибшим в годы Великой Отечественной войны 139 землякам (скульптура женщины с пальмовой веточкой в руках, на братской могиле советских воинов, а также на братской могиле красноармейцев, которые погибли в августе 1920 года в борьбе против польских интервентов.

## Инфраструктура
- Беличский сельский исполком
- Беличская средняя общеобразовательная школа-сад
- Беличская участковая больница
- Магазин № 147
- Отделение № 29 филиала № 615 АСБ «Беларусбанк»
- Отделение почтовой связи «Беличи»